# Gerard Gratton
Gerard Gratton (* 29. August 1927 in Montreal; † 28. Juli 1963 ebenda) war ein kanadischer Gewichtheber.

## Werdegang
Der Franko-Kanadier Gerard Gratton wuchs in Montreal auf, besuchte dort die High School und begann 1945 mit dem Gewichtheben. 1948 war er als Mittelgewichtler bei 350 Kilogramm im olympischen Dreikampf angelangt. 1949 wurde er erstmals kanadischer Meister im Mittelgewicht mit 375 Kilogramm. Er trat bei vielen Wettkämpfen in Kanada und den USA an, jedoch nur ein Mal in Europa, bei den Olympischen Spielen 1952 in Helsinki, und gewann dort die Silbermedaille im Mittelgewicht. Gerard Gratton trat nach 1959 zurück und verdiente sein Brot als Angestellter in Montreal.

## Internationale Erfolge
(OS = Olympische Spiele, Mi = Mittelgewicht, Ls = Leichtschwergewicht, Ms = Mittelschwergewicht)
- 1950, 3. Platz, USA-Meistersch. (Gast), Mi, mit 375 kg, hinter Peter George, 377,5 kg und Frank Spellman, 375 kg;
- 1950, 1. Platz, British Empire Games, Mi mit 360 kg, vor Bruce R. George, Neuseeland, 335 kg und F. Giffin, Australien, 327,5 kg;
- 1952, Silbermedaille, OS in Helsinki, Mi, mit 390 kg, hinter Peter George, USA, 400 kg und vor Kim Sung Jip, Südkorea, 382,5 kg;
- 1953, Nordamerik. Meistersch., Mi, mit 375 kg;
- 1954, 1. Platz, British Empire und Commonwealth-Games, Ls, mit 402,5 kg, vor Louis Greeff, Südafrika, 367,5 kg und Bruce R. George, 352,5 kg;
- 1956, 1. Platz, Nordamerik. Meistersch., Ls, mit 412,5 kg, vor Y. Gagnon, Kanada, 322,5 kg;
- 1958, 4. Platz, British Empire und Commonwealth Games, Ls, mit 370 kg, hinter Philipp Caira, Schottland, 397,5 kg, Silvain Blackman, Barbados, 385 kg und Kestell, Südafrika, 385 kg;
- 1959, 1. Platz, Nordamerik. Meistersch. Ms, mit 395 kg, vor R. Prevost, Kanada, 387,5 kg

## Kanadische Meisterschaft
Gerard Gratton gewann achtmal die Kanadische Meisterschaft im Mittel-, Leichtschwer- und Mittelschwergewicht.

## Referenzen
- http://www.abc.net.au/olympics/2008/results/historical/athletes/6983.htm
- Gerard Gratton in der Datenbank von Olympedia.org (englisch)

| Personendaten    | Personendaten            |
| ---------------- | ------------------------ |
| NAME             | Gratton, Gerard          |
| KURZBESCHREIBUNG | kanadischer Gewichtheber |
| GEBURTSDATUM     | 29. August 1927          |
| GEBURTSORT       | Montreal                 |
| STERBEDATUM      | 28. Juli 1963            |
| STERBEORT        | Montreal                 |